# Josan Hatero
Josan Hatero (Barcelona, 15 de agosto de 1970) es un escritor de relatos, novelista y guionista.

## Biografía
Inició su carrera literaria en 1996 de la mano del editor Constantino Bértolo con el libro de relatos Biografía de la huida (Debate, 1996). Al año siguiente consiguió una beca de creación en la Residencia de Estudiantes de Madrid y durante su estancia en la Colina de los Chopos escribió su primera novela, El pájaro bajo la lengua (Debate, 1999), que fue traducida al alemán.
Cinco años después, publicó su segundo libro de relatos, Tu parte del trato (Debate, 2003) y con él ganó el premio de Relatos Villa de Algete. Dicha obra también fue traducida al alemán. En 2010 apareció La piel afilada (Editorial Alfaguara, 2010), un bestiario de amantes ilustrado por Montse Bernal que ha sido traducido al italiano y al turco. Sus cuentos también han aparecido en numerosas antologías de relatos como Páginas amarillas (1997) o Pequeñas resistencias (2002). 
Es autor de varias novelas juveniles. Escribió a cuatro manos con Use Lahoz la novela Volverán a por mí (Editorial La Galera, 2011), un thriller fantástico que ganó el premio la Galera Jóvenes Lectores. En 2013 publicó bajo el seudónimo Sarah Julia Kane el primer volumen de la trilogía Mackenzie (Mackenzie: La memoria de las sombras, Editorial Edebé) y en los dos años siguientes aparecieron la segunda parte, Malos deseos (2014) y la tercera, Los días contados (2015). En 2018 publicó la novela juvenil Disfraz de héroe (Editorial Edebé). 
Hatero es coguionista de la película Las distancias de Elena Trapé, que en 2018 ganó la Biznaga de Oro a la mejor película española del Festival de Cine de Málaga.
En 2021 publicó la novela de La intimidad de los viajeros en Ediciones Destino.
En 2022 firmó como Josan Mosteiro el thriller La cosecha pálida
en Roca Editorial, y también publicó su primera novela dirigida al público infantil, El insoportable Cornelius Bloom, en Editorial Edebé. 
Ganó el Premio Edebé de Literatura Infantil 2024 con La guerra de Nico.
En 2025 repitió en el thriller, de nuevo como Josan Mosteiro, con la novela La última bestia en Roca Editorial.

## Obra
Narrativa
- Biografía de la huida (Editorial Debate, 1996) ISBN 978-84-7444-979-2
- El pájaro bajo la lengua (Editorial Debate, 1999) ISBN 978-84-8306-154-1
- Tu parte del trato (Editorial Debate, 2003) ISBN 978-84-8306-968-4
- La piel afilada (Alfaguara, 2010) ISBN 978-84-204-0546-9
- Volverán a por mí (La Galera, 2011) ISBN 978-84-246-4348-5
- Mackenzie 1. La memoria de las sombras (Editorial Edebé, 2013) ISBN 978-84-683-0841-8
- Mackenzie 2. Malos deseos (Editorial Edebé, 2014) ISBN 978-84-683-1206-4
- Mackenzie 3. Los días contados (Editorial Edebé, 2015) ISBN 978-84-683-1273-6
- Disfraz de héroe (Editorial Edebé, 2018) ISBN 978-84-683-3398-4
- La intimidad de los viajeros (Destino, 2021) ISBN 978-84-233-5859-5
- La cosecha pálida (Roca Editorial, 2022) ISBN 978-84-17305-92-5
- El insoportable Cornelius Bloom (Editorial Edebé, 2022) ISBN 978-84-683-5602-0
- La guerra de Nico (Editorial Edebé, 2024) ISBN  978-84-683-7012-5
- La última bestia (Roca Editorial, 2025) ISBN 978-84-19965-10-3

Otros
- VV.AA. Páginas amarillas (Ediciones Lengua de Trapo, 1997) ISBN 978-84-226-7208-1
- Masoliver Ródenas, J.A. Los cuentos que cuentan (Anagrama, 1998) ISBN 978-84-339-1080-6
- Abad, Mercedes Pequeñas resistencias, 1: Antología del nuevo cuento español (Páginas de Espuma, 2002) ISBN 978-84-95642-16-5
- VV.AA. Cuentos de amor (Páginas de Espuma, 2008) ISBN 978-84-8393-005-2

## Premios y reconocimientos
- Premio de Relatos Villa de Algete 2003 por Tu parte del trato
- Premio la Galera Jóvenes Lectores 2011 por Volverán a por mí
- Premio Cuentos sobre ruedas 2012 por La despedida[16]
- Premio Edebé de Literatura Infantil 2024 por La guerra de Nico